# Eratoena
Eratoena is een geslacht van weekdieren uit de klasse van de Gastropoda (slakken).

## Soorten
- Eratoena capensis (Schilder, 1933)
- Eratoena corrugata (Hinds, 1844)
- Eratoena gemma (Bavay, 1917)
- Eratoena gourgueti Fehse, 2010
- Eratoena grata (T. Cossignani & V. Cossignani, 1997)
- Eratoena moolenbeeki Fehse, 2018
- Eratoena nana (Sowerby II, 1859)
- Eratoena rosadoi Fehse, 2013
- Eratoena sandwichensis (G. B. Sowerby II, 1859)
- Eratoena schmeltziana (Crosse, 1867)
- Eratoena septentrionalis (C. N. Cate, 1977)
- Eratoena smithi (Schilder, 1933)
- Eratoena sulcifera (Gray in G. B. Sowerby I, 1832)

### Synoniemen
- Eratoena pagoboi (T. Cossignani & V. Cossignani, 1997) => Sulcerato pagoboi (T. Cossignani & V. Cossignani, 1997)
- Eratoena palawanica Fehse, 2011 => Alaerato palawanica (Fehse, 2011)